# 14 CARATS
『14 CARATS』（ふぉーてぃーん・からっつ）は、1984年7月1日に発売されたラッツ&スター初（シャネルズ時代から通算すると4枚目）のベスト・アルバム。規格品番はLP 28・3H-129,CT 28・6H-110,CD 35・8H-19。

## 解説
タイトル通り、14曲の楽曲が収録されている。シャネルズ時代の『もしかして I LOVE YOU.』と『週末ダイナマイト』を除いたシングル曲（『ラブ・ミー・ドゥ』は、『涙のスウィート・チェリー』との両A面シングル扱い）に加えて、ライオンのシャンプー「TOP BOY」CMソングに使用された『楽しき街角』、新録曲『ストレイ ボーイ』を追加した構成となっている。
1995年にCD選書にて復刻された。ラッツ&スターのCD選書盤でチャートインした（最高位20位）のは本作のみであった。現在廃盤。

## 収録曲
シングルが発売順に収録されている（シングル化されていない2曲は最後に収録）。
1. ランナウェイ
  - 作詞：湯川れい子／作曲・編曲：井上大輔
  - 14 CARATS用に新録された。
2. トゥナイト
  - 作詞：湯川れい子／作曲・編曲：井上大輔
  - 14 CARATS用に新録された。
3. 街角トワイライト
  - 作詞：湯川れい子／作曲・編曲：井上大輔
4. ハリケーン
  - 作詞：湯川れい子／作曲・編曲：井上大輔
5. 涙のスウィート・チェリー
  - 作詞：湯川れい子／作曲・編曲：井上大輔
6. ラブ・ミー・ドゥ
  - 作詞：田代マサシ／作曲：鈴木雅之／編曲：シャネルズ・村松邦男
7. 憧れのスレンダー・ガール
  - 作詞：田代マサシ／作曲：鈴木雅之／編曲：シャネルズ・村松邦男
8. サマー・ホリデー
  - 作詞：田代マサシ／作曲：鈴木雅之／編曲：シャネルズ・村松邦男
9. め組のひと
  - 作詞：麻生麗二／作曲：井上大輔／編曲：井上大輔・ラッツ&スター
10. Tシャツに口紅
  - 作詞：松本隆／作曲：大瀧詠一／編曲：井上鑑
11. 今夜はフィジカル
  - 作詞：麻生麗二／作曲・編曲：井上大輔
12. 月下美人（ムーンライト・ハニー）
  - 作詞：麻生麗二／作曲・編曲：井上大輔
13. 楽しき街角
  - 作詞：田代マサシ／作曲：鈴木雅之／編曲：ラッツ&スター・村松邦男
  - アルバム『SOUL VACATION』収録。
14. ストレイ ボーイ
  - 作詞：田代マサシ／作曲：鈴木雅之 ／ 編曲：井上大輔
  - 元は1983年に発売されたシブがき隊のアルバム『LOVE∞MUGENDAI』に鈴木・田代が提供した楽曲をセルフカバーした新録曲。